# Fruki
Fruki é uma empresa de bebidas brasileira. Tradicional e de administração familiar, foi fundada em 1924.
A empresa é a maior indústria regional de refrigerantes do Rio Grande do Sul, com capacidade anual de 300 milhões de litros de bebidas atingindo 12% do mercado de refrigerantes, 15% do mercado de água mineral e 35% do mercado de repositor energético no Estado[carece de fontes?].
Sua matriz e parque industrial estão instalados no Município de Lajeado, onde são produzidas as linhas de refrigerantes Fruki, repositores energéticos Frukito e água mineral Água da Pedra. A empresa conta com vários Centros de Distribuição, incluindo os municípios de Osório, Santo Ângelo, Pelotas, Cachoeirinha, Farroupilha e Lajeado.

## Nome
O nome Fruki é um acrônimo da junção das iniciais "Fru" (de frutas, base dos refrigerantes) e "ki" (de Kirst, o sobrenome do fundador). Este nome foi sugerido por uma agência de publicidade.

## Histórico[6]
- Emílio Kirst fundou a empresa em 1924 em Arroio do Meio, cidade do Estado do Rio Grande do Sul, com o nome Kirst & Companhia.
- 1935 a empresa começa a produzir refrigerantes, cervejas, vinagres e apertiviso com a marca Bella Vitsa.
- 1949 a empresa firma uma parceria para a produção do refrigerante Laranjinha, sucesso na época.
- 1971 a empresa transfere suas instalações para Lajeado, RS, e é lançado o Guaraná Fruki.
- 1992 a empresa lança o refrigerante Fruki em embalagens PET.
- 1996 a Razão Social foi alterada, adotando o nome Bebidas Fruki Ltda.
- 1998 a empresa aumenta a capacidade produtiva para 300 milhões de litros por ano e lança o refrigerante Fruki em lata.
- 2001 a empresa lança a água mineral Água da Pedra.
- 2002 a empresa lança o produto Frukito sabor frutas cítricas.
- 2003 é inaugurado o primeiro centro de distribuição em Osório.
- 2004 é transformada em Bebidas Fruki S.A. e é inaugurado o centro de distribuição em Porto Alegre.
- 2007 é inaugurado o centro de distribuição em Pelotas.
- 2009 é inaugurado o centro administrativo na matriz em Lajeado e o centro de distribuição em Santo Ângelo.
- 2013 é inaugurado o centro de distribuição de Canoas.
- 2014 a capacidade de produção é ampliada para 420 milhões de litros por ano.
- 2015 é lançada a linha de produtos Fruki sabores intensos, com água tônica e citrus.
- 2017 são lançados os sucos COM/TEM e o energético ELEV.
- 2018 é lançada a cerveja BELLAVISTA nos estilos Premium Lager, Ipa, Blond Ale, Weiss e Witbier.
- 2019 é inaugurado o centro de distribuição em Blumenau.
- 2020 é lançado Fruki Mini PET, Laranjinha e COM/TEM cartonado.
- 2021 é lançado o Mini Frukito.

## Produtos
A empresa Fruki comercializa os seguintes produtos, dentro outros:

### Sucos Naturais Frukito
- Frukito Frutas vermelhas – Mistura de morango, maçã e goiaba. Embalagem PET de 500ml e 2L.
- Frukito Frutas Cítricas – Mistura de laranja, limão e tangerina. Embalagem PET de 500ml e 2L
- Frukito Frutas Tropicais – Mistura de acerola, abacaxi e maracujá. Embalagem PET de 500ml e 2L.

### Refrigerantes Fruki
- Fruki Guaraná – Embalagem PET de 2L e de 600ml, Vasilhame de vidro de 600ml e 300ml, Lata de 350ml.
- Fruki Guaraná Light – Embalagem PET de 2L e de 600ml e Lata de 350ml.
- Fruki Cola – Embalagem PET de 2L e de 600ml, Vasilhame de vidro de 600ml e 300ml, Lata de 350ml.
- Fruki Cola Light – Embalagem PET DE 2L e de 600ml, Vasilhame de vidro de 600ml e 300ml, Lata de 350ml.
- Fruki Laranja – Embalagem PET de 2L e de 600ml, Vasilhame de vidro de 600ml e de 300ml, Lata de 350ml.
- Fruki Uva – Embalagem PET de 2L e de 600ml, Vasilhame de vidro de 600ml.
- Fruki Limão - Embalagem PET 2L e de 600 ml, Lata de 350 ml.

### Água Mineral Água da Pedra
- Água Mineral – Embalagem PET de 20L, 5L, 2L, 1,5L, 500ml e 350ml.
- Água Mineral com Gás – Embalagem PET de 2L, 500ml e 350ml.

## Prêmios
- Medalha Bronze do Programa Gaúcho da Qualidade e Produtividade (PGQP) em 2005.
- Certificado de Mérito Social RS – 2006.
- Troféu Bronze do Programa Gaúcho da Qualidade e Produtividade (PGQP) em 2007.
- Certificado de Mérito Social RS – 2007
- Carrinho AGAS 2007 - Melhor fornecedor de bebidas
- Troféu Prata do Programa Gaúcho da Qualidade e Produtividade (PGQP) em 2008[7]
- Certificado de Mérito Social RS – 2008.
- Em 2010, as marcas Fruki e Água da Pedra ficaram entre as mais lembradas e preferidas pelos gaúchos no Top of Mind da Revista Amanhã na categoria Refrigerantes[8]